# Czas miejscowy
Czas miejscowy – dobowa rachuba czasu, która związana jest z lokalnym południkiem miejsca obserwacji, wzdłuż którego na całej jego długości jest ten sam czas. Obliczamy go na podstawie górowania Słońca na danym południku. Jako średnią dobę słoneczną określa się średni czas między kolejnymi górowaniami Słońca. Czas ten dzieli się na 24 godziny. Co jeden ° stopień długości geograficznej MCS (miejscowy czas słoneczny) zmienia się o 4 minuty. Daje to możliwość obliczenia czasu miejscowego w danym miejscu, jeżeli znamy długość geograficzną i lokalny czas słoneczny w innym miejscu.
| Stopnie / Minuty kątowe (') | Godziny (h) / Minuty (min) / Sekundy (s) |
| --------------------------- | ---------------------------------------- |
| 360                         | 24 h                                     |
| 15                          | 1 h                                      |
| 1                           | 4 min                                    |
| 15'                         | 1 min                                    |
| 1'                          | 4 s                                      |